# Siberia de Vest

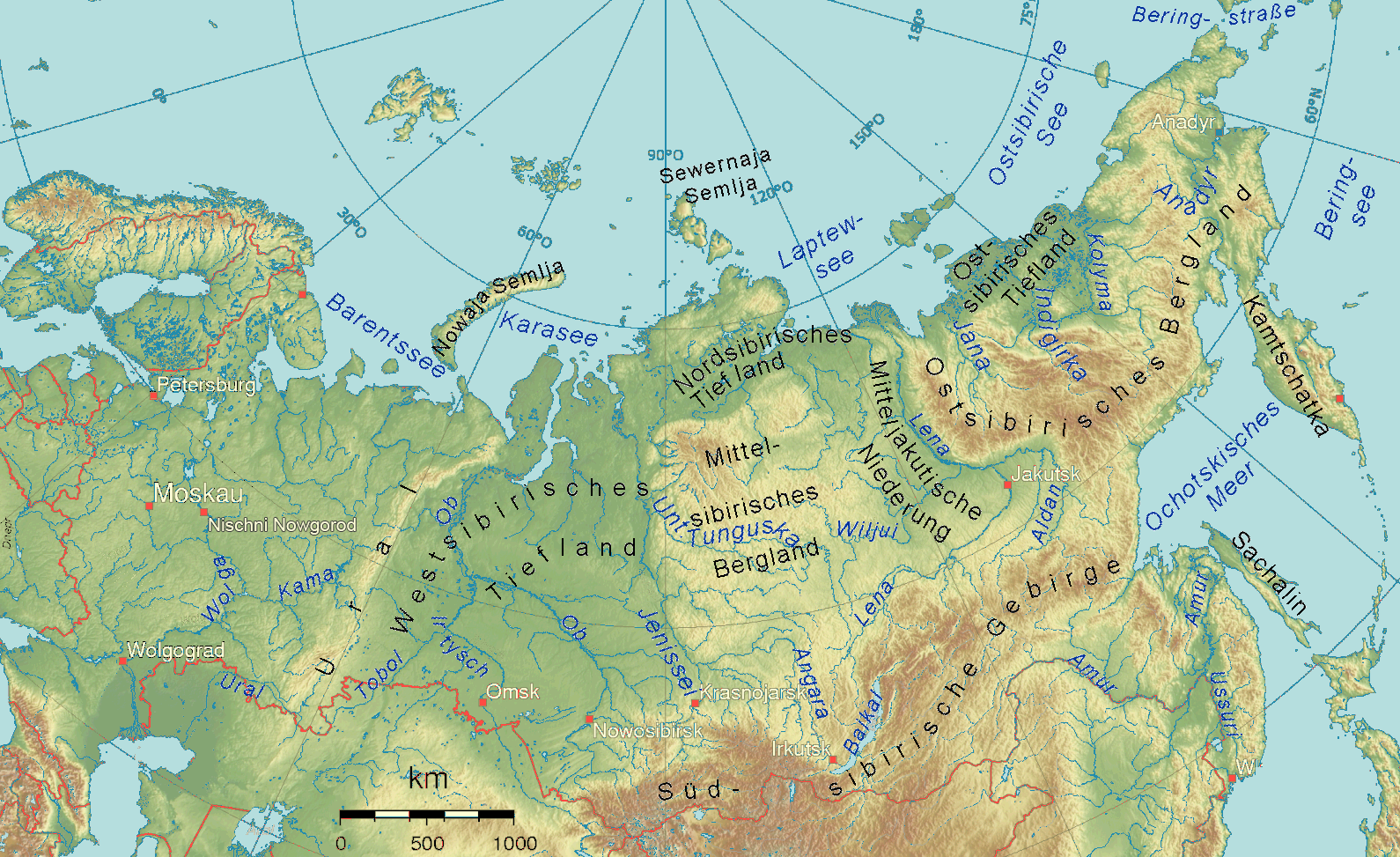
Siberia de Vest

Siberia de Vest este numită regiunea care se află la est de Munții Ural și se întinde până la Platoul Siberian Central. Cea mai mare parte a Siberiei de Vest este ocupată de Câmpia Siberiei de Vest care are o suprafață de e 2.500.000 km². Siberia de Vest este traversată de fluviile Obi și Enisei, care au jucat un rol important la alcătuirea reliefului regiunii. La sud de Platoul Kazahstanului este un relief muntos cu ramuri din Munții Siberiei de Sud. Siberia de Vest reprezintă ca mărime o treime din Siberia care are ca. 11 - 13 milioane km² după cum se iau în calcul sau nu munții situați la margine, care delimitează ținutul. 
Orașele mai mari din regiune sunt
- Novosibirsk, care este amplasat pe cursul mijlociu al lui Obi
- Omsk, urmează ca mărime
- Ekaterinburg
- Celiabinsk
- Magnitogorsk

Alte orașe enumerate de la vest spre est: Kurgan, Tiumen, Barnaul, Tomsk, Kemerovo, Novokuznețk, și Krasnoiarsk situat la granița cu Siberia Centrală.
Orașele se află toate sub latitudinea 57°, la nord unde domină tot timpul anului înghețul solului populația, este mai rară.
Transportarea bogățiilor subsolului din regiune este ușurată de calea ferată transsiberiană sau calea pe apă este înlesnită de fluviile Tobol, Irtiș, Obi și Enisei.